# Distrikt Ascope
Der Distrikt Ascope liegt in der Provinz Ascope in der Region La Libertad in Nordwest-Peru.

## Geographie
Der Distrikt Ascope liegt im Nordosten der Provinz Ascope an der Westflanke der peruanischen Westkordillere. Der Distrikt Ascope grenzt im Westen an den Distrikt Casa Grande, im Nordosten an den Distrikt San Benito (Provinz Contumazá) sowie im Süden an den Distrikt Chicama. Er ist 298,8 km² groß. Verwaltungssitz ist die 230 m hoch gelegene Provinzhauptstadt Ascope. Der Fluss Río Chicama fließt entlang der südlichen Distriktgrenze nach Westen. Im Tiefland wird bewässerte Landwirtschaft betrieben. An den Hängen der im Distriktgebiet bis zu 2000 m hohen peruanischen Westkordillere sowie im Norden des Distrikts herrscht Wüstenvegetation.
Der Distrikt hatte 2017 beim Zensus 6462 Einwohner, zehn Jahre zuvor 7012. 

## Geschichte
Der Distrikt wurde am 10. November 1900 gegründet. Der neu gegründete Distrikt Casa Grande wurde Ende des 20. Jahrhunderts aus dem Distrikt Ascope ausgegliedert.
In Ascope endete die in den 1870er Jahren eröffnete Bahnstrecke Puerto Salaverry–Ascope. Sie wurde 1967 stillgelegt.